# Борго Фра' Дјаволо (Бари)
Борго Фра' Дјаволо (итал. Borgo Fra' Diavolo) је насеље у Италији у округу Бари, региону Апулија.
Према процени из 2011. у насељу је живело 526 становника. Насеље се налази на надморској висини од 440 м.